# عطرآباد
عطرآباد ، روستایی از توابع بخش عقدا شهرستان اردکان در استان یزد ایران است.

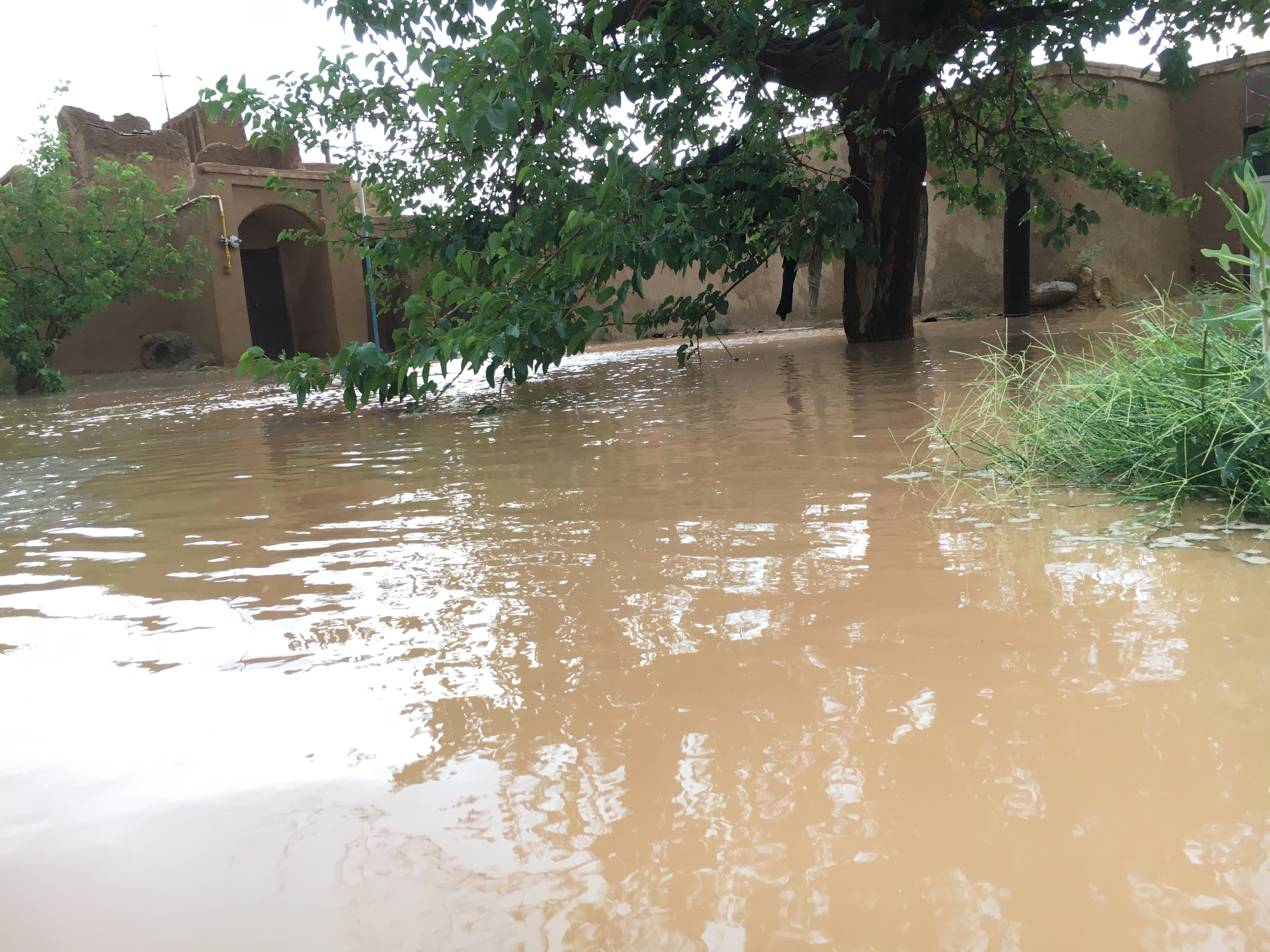

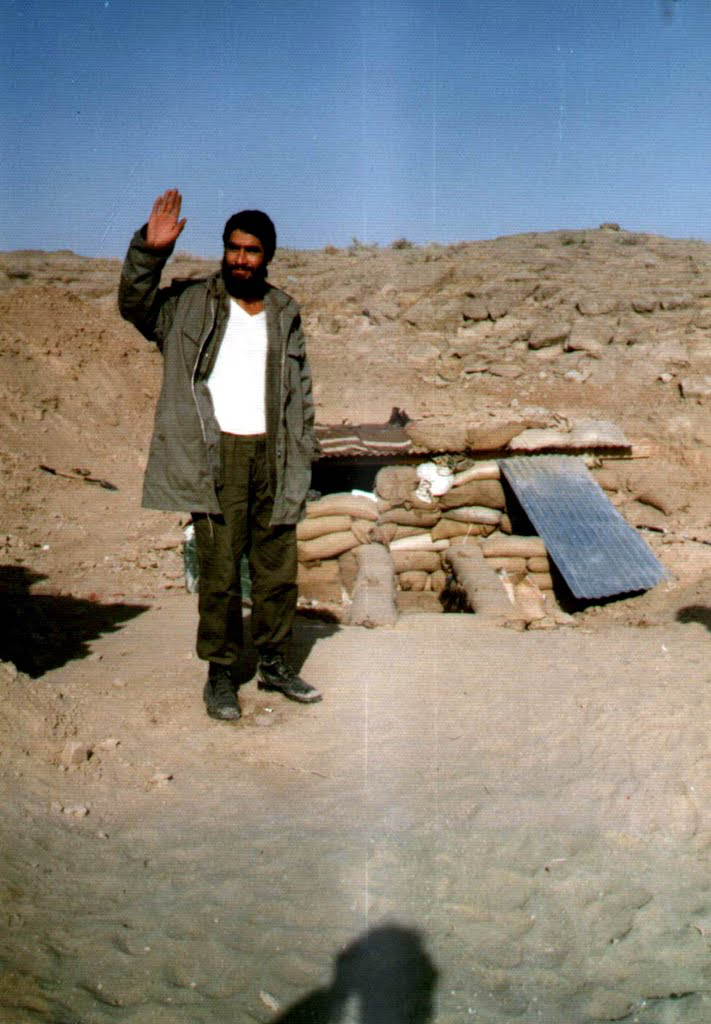
شهید عباسعلی جعفری فرد

## جمعیت
این روستا در دهستان عقدا قرار دارد و براساس سرشماری مرکز آمار ایران در سال ۱۳۸۵، جمعیت آن ۳۰ نفر (۱۰خانوار) بوده‌است.

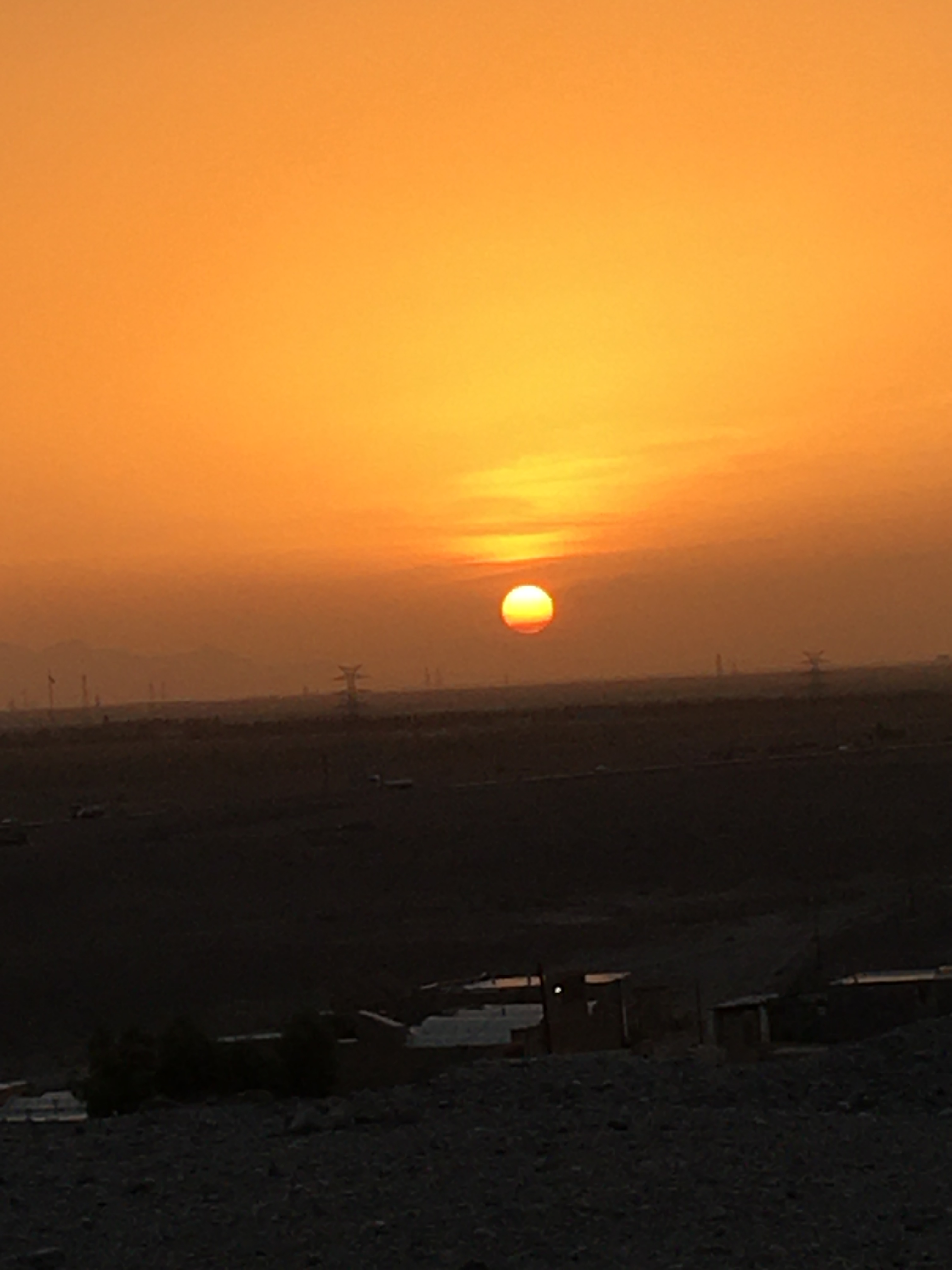